# Gfycat
Gfycat — сайт, предоставляющий услуги хостинга коротких видеороликов, основанный Ричардом Раббатом, Дэном МакЭлени и Джеффом Харрисом.

## История
Сайт Gfycat был основан в 2013 году в Эдмонтоне (Канада) и стала одним из первых веб-сервисов, предлагающих кодирование GIF-файлов в видео. В 2015 году компания была зарегистрирована в США и с тех пор привлекла 12 млн долл. в виде начального финансирования.
Gfycat предлагает веб-платформу для загрузки и размещения короткого видеоконтента, а также приложение для iMessage, и приложение для Android, и приложение GIF Brewery для macOS, предназначенное для создания GIF и видео. Кроме того, компания интегрирована с Reddit, приложением для обмена сообщениями Tango, Microsoft Outlook, Skype, и WordPress, а также другими приложениями. Компания стала финалистом премии Advertising Age Creativity Awards 2016 года в номинации «Стартап, за которым нужно следить».
В 2016 году Gfycat вошел в число 57 лучших сайтов США по посещаемости, а в 2017 году число его ежемесячных активных пользователей превысило 130 млн человек. Его пользователи в основном сосредоточены в англоязычных странах, а также в Европе и Латинской Америке. Поддерживается шестнадцать языков, включая английский, французский, испанский, русский, украинский, японский, китайский (традиционный и упрощенный), корейский и арабский. Пользователи в основном относились к возрастной группе 18-35 лет.
Офисы Gfycat расположены в Эдмонтоне, Альберта, и Пало-Альто, Калифорния.
В 2018 году в Gfycat произошла предполагаемая утечка данных; по оценкам, было скомпрометировано 8 млн учетных записей, а база данных была выставлена на продажу на Dream Market.
В декабре 2019 года Gfycat запустила сайт redgifs.com для контента для взрослых.
В мае 2020 года Gfycat был приобретен компанией Snap Inc, материнской компанией Snapchat. 12 мая 2020 года Gfycat полностью запретил контент для взрослых. Весь контент для взрослых был перемещен на сайт Redgifs.com, а Redgifs был приобретен новой компанией. Начиная с 2021 года, короткие ссылки, сделанные до разделения, могут быть разрешены и размещены на redgifs.
18 мая 2023 г. истек срок действия TLS-сертификата для сайта gfycat.com. Сообщения о проблемах с загрузкой поступали в течение нескольких месяцев до истечения срока действия сертификата, при этом служба поддержки компании никак не реагировала на них. 22 мая сертификат TLS был продлен, представитель Snap Inc. назвал это «временной проблемой», однако проблемы с загрузкой на сайт остались.
30 июня 2023 года Gfycat объявил о своём закрытии 1 сентября.